# Василиј Бупка
Василиј Бубка (рођ. 28. новембар 1960. Ворошиловград) је совјетски, касније украјински атлетичар, специјалиста за скок мотком.
Освојио је бронзану медаљу на Светском првенству у дворани 1985 у Паризу и сребрну медаљу у Штутгарту на Европском првенству 1986. године.
Лични рекорди су му:
на отвореном 5,86 m постигнут у Чељабинску 16. јула 1988,
у дворани 5,60 m постигнут у Паризу 19. јануара 1985.
Василиј Бубка је старији брат светског рекордера у скоку мотком Сергеја Бупке и отац младог скакача мотком Олександра Бубке рођеног 1986. 5,40 m.